# Mordechaj Josef Twerski

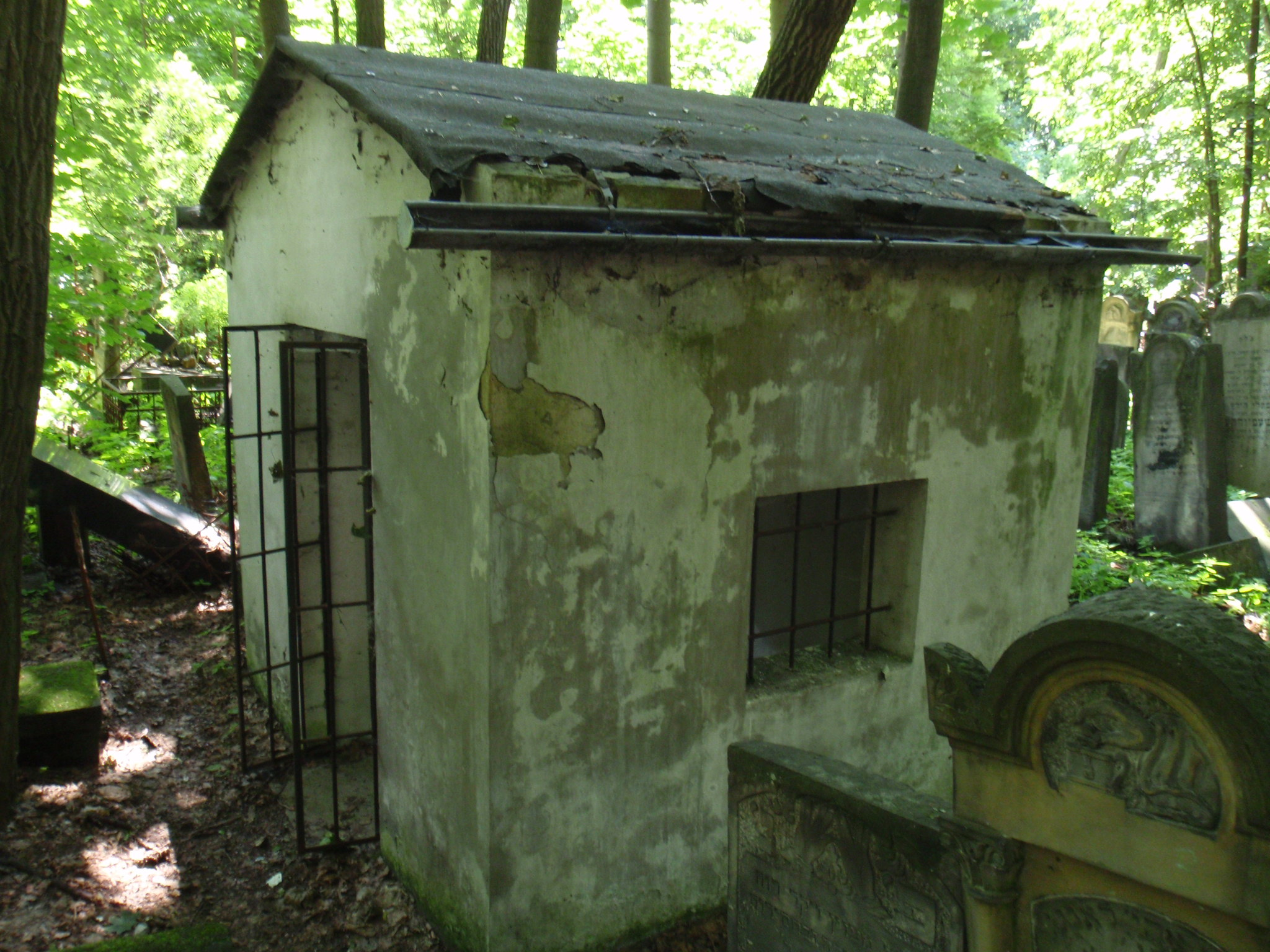
Ohel Mordechaja Josefa Twerskiego na cmentarzu żydowskim w Warszawie

Mordechaj Josef Twerski (jid. מרדכי יוסף טווערסקי; zm. 5 czerwca 1929 w Warszawie) – rabin chasydzki, cadyk ze Złotopola na Ukrainie. 
Był synem Dawida ze Złotopola, prawnukiem Menachem Nachum z Czarnobyla, założyciela dynastii oraz zięciem Abrahama Jehoszuy Heszla ze Skwiry. Podczas rewolucji październikowej przeprowadził się do Kijowa i następnie do Warszawy, gdzie mieszkał do śmierci.
Jest pochowany w ohelu na cmentarzu żydowskim przy ulicy Okopowej w Warszawie (kwatera 47, rząd 6).